# Injo van Joseon
Koning Injo, geboren als Yi Jong, was de zestiende vorst van de Koreaanse Joseondynastie. Hij was de zoon van prins Jeongwon, een zoon van koning Seonjo en zelf ook een gewone prins aan het hof van Joseon. In 1607 kreeg hij de naam Prins Neungyan. Het was Jeongwons half-broer, Gwanghaegun, die in 1608 koning Seonjo opvolgde toen de laatste overleed. Gwanghaegun werd echter afgezet en Injo werd de nieuwe koning van Joseon. Tijdens zijn bewind werd Joseon tweemaal aangevallen door Mantsjoerije wat er uiteindelijk toe leidde dat Joseon jaarlijks tribuut moest bewijzen aan de nieuwe Qing-dynastie in 1636. In 1644 was het de Qing-dynastie die de Chinese Ming-Dynastie overnam.

## Dood van een kroonprins
Onderdeel van de overgave aan Qing was de afspraak dat de beide kroonprinsen naar het hof van Qing moesten. In 1644, toen Qing de Ming-dynastie had overgenomen, keerden beide prinsen terug. Injo's oudste zoon, kroonprins Sohyeon, introduceerde veel nieuwe zaken aan het hof. De conservatieve Injo accepteerde dit niet en op een dag werd de kroonprins dood gevonden, met een ernstige hoofdwonde. Veel mensen probeerden uit te zoeken wat er was gebeurd, maar Injo gebood dat de kroonprins direct begraven diende te worden. Later beschuldigde hij Sohyeons vrouw van verraad en liet haar ombrengen. Sohyeons broer, prins Bongrim, werd de nieuwe kroonprins en volgde later zijn vader op als koning Hyojong van Joseon.

## Nalatenschap
Koning Injo wordt gezien als een zwakke vorst. Een voorbeeld voor politici hoe het niet moet.

## Weltevree
Het was tijdens de regering van koning Injo dat een Nederlander aanspoelde op de Koreaanse kunst. Zijn naam was Jan Jansz. Weltevree en samen met twee collega's werd hij gevangengenomen door de Koreanen. Later was het Weltevree die als tolk diende tussen de Koreanen en het gezelschap van Hendrick Hamel. Weltevree's collega's kwamen om tijdens een van de oorlogen met Mantsjoerije. Weltevree zelf maakte promotie aan het hof en werd een van de koninklijke militaire adviseurs. Hij staat in Korea bekend als Pak Yeon (박연).

## Volledige postume naam
- Koning Injo Gaecheon Joun Jeonggi Seondeok Heonmun Yeolmu Myeongsuk Sunhyo de Grote Korea
- 인조개천조운정기선덕헌문열무명숙순효대왕
- 仁祖開天肇運正紀宣德憲文烈武明肅純孝大王

- Bibliothèque nationale de France: cb161849170 (data)
- International Standard Name Identifier: 0000 0003 7506 751X
- Library of Congress Control Number: n85022215
- Système universitaire de documentation: 117855898
- Virtual International Authority File: 226089562
- WorldCat: E39PBJcwxcyr3KXCjpRWR7JdQq